# Neotribalismo
Neotribalismo, también conocido como tribalismo moderno, nuevo tribalismo, o tribalismo urbano, es un concepto sociológico que postula  que los seres humanos están mejor adaptados a vivir en sociedades relativamente pequeñas en lugar de en sociedad de masas. Las personas generan grupos pequeños gracias a afinidades comunes y convivencia constante. La vida en grandes ciudades de la sociedad industrial y posindustrial obstruye la necesidad de formar grupos de convivencia pequeños.
La diferencia entre el neotribalismo y las tribus tradicionales, como los de pueblos indígenas, es que las relaciones de tribu tradicional se marcan de nacimiento, usualmente por parentesco, herencia cultural, y suelen durar toda la vida. Mientras tanto, los participantes de las tribus modernas las eligen debido a sus intereses en común, y son efímeras debido a que las personas pueden decidir cambiar de interés y de grupo social.